# Ramon Godó i Llucià
Ramon Godó i Llucià (Igualada, 8 de novembre de 1801 - Igualada, 19 de juliol de 1865), fou un polític, alcalde d'Igualada i empresari tèxtil català fabricant d'indianes. Fou pare de Carles i Bartomeu Godó i Pié, fundadors del diari La Vanguardia, i de Ramon Godó i Pié, el seu hereu.
Ramon Godó i Llucià, membre de la família Godó originària de Valldellou, Osca, fou un empresari que va ser alcalde d'Igualada, a més de treballar en el ram tèxtil com els seus predecessors.
Ramon Godó i Llucià fou un dels principals contribuents de la vila d'Igualada a partir de 1835. L'any 1841 fou un dels socis fundadors de la Igualadina Cotonera, un edifici d'Igualada, conegut popularment com el Vapor Vell, destinat a la fabricació de cotó que va ser construït entre 1841 i 1842. La Igualadina Cotonera és la fàbrica de tipus «manxesterià» més antiga d'entre les que es conserven a Catalunya i fou constituïda com a Compañía Fabril Igualadina l'any 1842 per dotze socis que aportaren 266.000 pessetes. Entre els socis hi figuraren diversos cotoners igualadins, encapçalats per Ramon Castells i Pié que aportà el 30% del capital, així com Ramon Godó Llucià i el seu cosí Oleguer Godó Castelltort. A la tardor de 1856, la societat passà a denominar-se Sociedad Anònima Igualadina Algodonera, redefiní l'objecte social i donà entrada a nous socis. Aquesta societat, que tenia dues unitats de producció a Igualada i una a Martorell, i es va dissoldre el 3 de maig de 1880, degut a problemes econòmics.
Ramon Godó i Llucià va tenir nou fills. El tercer, i hereu, Ramon Godó i Pié (1825-1883) va adquirir els terrenys i la fàbrica de la Igualadina Cotonera el 5 de febrer de 1881, per 30.500 pessetes, durant el procés de liquidació dels actius de la societat.
Entre els altres fills, cal destacar Carles Godó i Pié (1834-1897) i Bartomeu Godó i Pié (1839-1894), que s'instal·laren a Barcelona l'any 1856 per, posteriorment traslladar-se a Bilbao i Oviedo, on establiren delegacions comercials de la indústria tèxtil familiar. Una crisi els obligà a tancar-les i tornaren a Barcelona, on fundaren Godó Hermanos y Cía. Ambdós germans foren membres actius del Partit Liberal i ocuparen càrrecs polítics, tant a nivell local com nacional, i fundaren el diari La Vanguardia l'1 de febrer de 1881, per a difondre les seves doctrines liberals.
Està previst que l'edifici històric de La Igualadina Cotonera aculli en el futur el Museu de la Premsa de Catalunya segons el conveni signat entre l'ajuntament d'Igualada i el Grup Godó.